# 佐合井マリ子
佐合井 マリ子（さごい マリこ、1981年 - ）は、滋賀県守山市出身・在住のシンガーソングライターである。

## 概要
3歳の頃に母親に連れて行かれた音楽教室で音楽に触れる。1歳上の姉に誘われて吹奏楽部に入部し、守山南中学校、滋賀県立大津商業高等学校と吹奏楽部で活動。高校ではフルートを希望したが、トランペット担当になりパートリーダーを務めた。ピアノが大好きになり、高校卒業後、音楽の専門学校に進学。卒業後、アカペラグループ「Yo!!six (ヨシックス)」を経て、自分なりに作詞作曲をしたところ、思わぬ大反響を得て、2005年4月にシンガーソングライターとして活動を開始。同年6月18日、1stアルバム『うたのれんしゅう』をリリース。「地球温暖化防止フェア」、「スポレク滋賀2008」、「まほろば総体2009／ボート競技」の各イメージソングを担当した。
デビュー以来、滋賀・大阪など関西を中心に精力的にライブ出演を重ね、2011年9月より東京でもライブ出演。滋賀ではラジオ番組にも出演しており、エフエム滋賀 (e-radio) 『ウィークエンドハッスル』のサポートアーティストを担当しているほか、2010年4月より2011年9月までの1年半『RS360』内にてレギュラーコーナー「佐合井マリ子のLOVE SHIGA」を担当、2011年10月より2013年3月までの1年半『Happy!』にてレギュラーコーナー「佐合井マリ子のさごイー話」を担当していた。滋賀県草津市のコミュニティFM局えふえむ草津にて自身がプロデュースする番組『佐合井マリ子のCaddy Spoon』を放送中。河口恭吾がプロジェクトリーダーを務める、平和について身近なところから考えるプロジェクト「地球兄弟プロジェクト」に参加・賛同して楽曲「地球兄弟」を歌い、チャリティーライブなども行っている。
趣味はアクセサリー作り（自身のブログでそう綴っており、作品を見ることもできる）、ライブでも佐合井マリ子自身が手作りしたアクセサリーや携帯ストラップ、缶バッヂ、エコバッグなどを購入することができる。
ニックネームは呼びやすい名前で呼んでもらえれば何でもOK、強いて選ぶなら「佐合井ちゃん」と呼ばれるのがうれしいと公式ホームページの掲示板にファンからの質問に答えている。ライブで配布するアンケートに答えたファンにはメールで返信する。自身の言葉で綴ったメルマガも配信している。
166cm。体脂肪率28(2022年12月時点)

## ディスコグラフィ
- うたのれんしゅう（2005年6月18日） DEFR-0001
  1. ボーダーライン
  2. 雨
  3. キャンディ
  4. セキュリティ
  5. しあわせいろ
  6. ソナチネ
- うたのれんしゅう（2005年11月30日） DDCE-3002
  1. ボーダーライン
  2. 雨
  3. キャンディ
  4. セキュリティ
  5. しあわせいろ
  6. ソナチネ

※「うたのれんしゅう」のDEFR-0001とDDCE-3002は収録曲は同じだがジャケット写真が異なる。
- しあわせいろ（2006年12月6日） DDCE-3004
  1. 絶対条件
  2. スバラシイコト
  3. 私ふられました
  4. 忘れられた約束
  5. 雨のち晴
  6. 遠くへ行きたい
  7. 誕生日のうた
  8. 欲張りすぎたって
  9. 涙
- スタートライン（2008年5月28日） DDCE-3008
  1. スタートライン（スポレク滋賀2008イメージソング）
  2. 地球兄弟
  3. 誕生日のうた
  4. スタートライン オリジナルカラオケ
- 失くせないもの（2009年3月25日） DDCE-3011
  1. necessary
  2. 願い
  3. 春のうた
  4. あなたがいてよかった
  5. 愛しい人よ
  6. 失くせないもの
  7. GOAL（JFL・SAGAWA SHIGA FCの応援ソング）
  8. 誕生日のうた
  9. Adagio
- 想いはどこへ行くだろう（2011年4月20日） DDCE-3013
  1. 想いはどこへ行くだろう
  2. きらきら
  3. 想いはどこへ行くだろう インストゥルメンタル
  4. きらきら インストゥルメンタル
- 青の絆／絆の名のもとに（2012年11月18日） DDCE-3015
  1. 青の絆
  2. 絆の名のもとに

（参考）
- 空の向こうがわ〜南極の氷まで〜（2007年） 非売品
  1. 空の向こうがわ〜南極の氷まで〜（地球温暖化防止フェアイメージソング）
- GOAL〜eazy oar〜（2009年） 未リリース
  1. GOAL〜eazy oar〜（まほろば総体2009のボート競技イメージソング）
- ピースマム（2010年） 未リリース
  1. ピースマム（働くママ達を応援する『ピースマム・プロジェクト』イメージソング）
- ロボットキッズアカデミー（2010年） 未リリース
  1. ロボットキッズアカデミー（最先端のロボット技術とのふれあいや、ものづくりを通じて子供たちの未来を描くチカラをふくらませる体験型ワークショップイベント『ロボットキッズアカデミー』イメージソング）
- ひとつの力、大きな力（2010年） 非売品
  1. ひとつの力、大きな力（滋賀県が、看護師の人材確保やイメージアップを目的に、看護師とのふれあいや感謝の体験談を一般公募した企画『看護師さんへの感謝のラブレター』、その応募作品のうち優秀作品を元に佐合井マリ子が作詞し、作曲したメッセージソング）
- TSU・MU・GI-ACT FOR JAPAN-（2011年4月11日） 非売品
  1. TSU・MU・GI-ACT FOR JAPAN-（2011年3月11日に発生した東日本大震災の復興応援ソング。震災の被害に心を痛め「今みんなで動き出そう」と立ち上げられた企画『ACT FOR JAPAN』、TSU・MU・GIはそのテーマソング）

### 楽曲提供
- 彩風（あやかじ／石垣島のアーティスト）アルバム『花歌（はなうた）』（2005年7月21日、TECI-1096）に佐合井マリ子楽曲提供の「涙」「ハナウタ」が収録されている。

## 出演
- 佐合井マリ子のCaddy Spoon（2009年10月6日 - 、えふえむ草津）[4]
- RS360（2010年4月2日 - 2011年9月2日、エフエム滋賀）[5][6] - 「佐合井マリ子のLOVE SHIGA」のコーナーに出演。
- Happy!（2011年10月13日 - 2013年3月7日、エフエム滋賀） - 「佐合井マリ子のさごイー話」のコーナーに出演。
- さらピン!キョウト （2021年3月31日 - 、KBS京都ラジオ）